# Gemeinde Makole

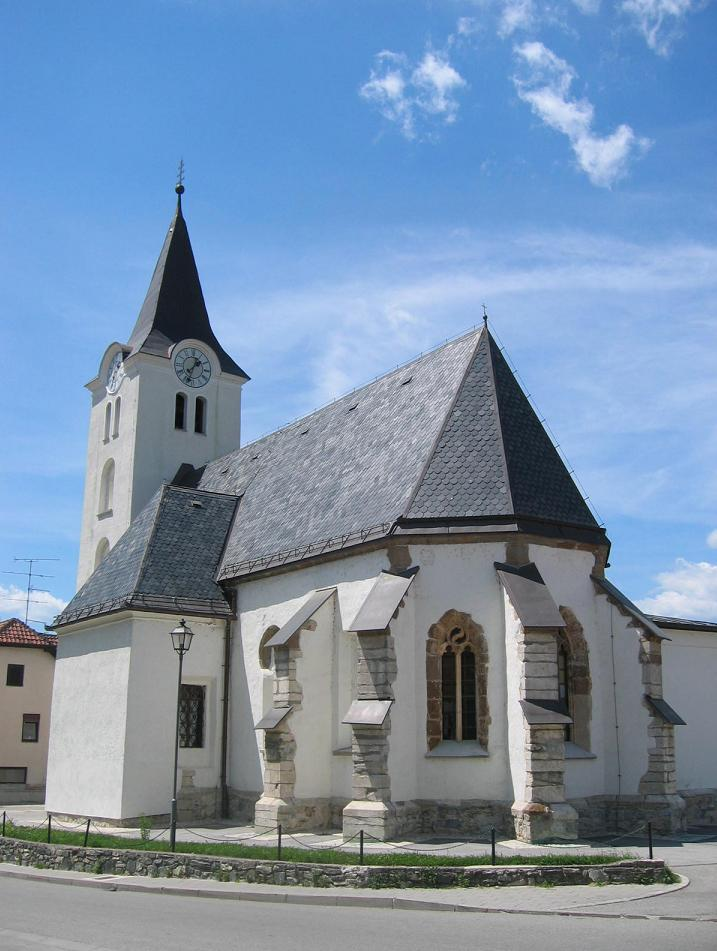
Die Kirche Sveti Andrej (St. Andreas) im Dorfzentrum von Makole.

Makole (deutsch: Maxau) ist der Name einer Gemeinde und der namensgebenden Ortschaft in Slowenien. Sie liegt in der historischen Landschaft Spodnja Štajerska (Untersteiermark) und in der statistischen Region Podravska.

## Geographie

### Lage
Makole liegt im Tal der Dravinja (Drann) kurz vor der Mündung des Baches Ložnica (Losnitzbach), einem linksseitigen Zufluss. Große Teile der Gemeinde sind von Hügeln geprägt, die zu den östlichsten Ausläufern der Karawanken (Karavanke) zählen. Der Hauptort Makole liegt auf einer Höhe von 281 m. ü. A., die höchste Erhebung befindet sich an der südlichen Spitze der Gemeinde knapp nördlich des Gipfels des Berges Plešivec (Gaiseck, 820 m).
Die nächsten größeren Ortschaften sind die Kleinstadt Slovenska Bistrica etwa 11 km nordwestlich, sowie die Stadt Ptuj etwa 20 km nordöstlich und Maribor ca. 27 km nördlich.

### Gemeindegliederung
Die Gemeinde umfasst 13 Ortschaften. Die deutschen Exonyme in den Klammern wurden bis zum Abtreten des Gebietes an das Königreich der Serben, Kroaten und Slowenen im Jahr 1918 vorwiegend von der deutschsprachigen Bevölkerung verwendet und sind heutzutage größtenteils unüblich. (Einwohnerzahlen Stand 1. Januar 2017):
- Dežno pri Makolah (Deschno), 97
- Jelovec pri Makolah (Jellovetz), 196
- Ložnica (Loschnitz), 134
- Makole (Maxau), 240
- Mostečno (Mostetschno), 190
- Pečke (Petschke), 262
- Savinsko (Sawinsko), 95
- Stari Grad (Sankt Anna), 246
- Stopno (Stoppno), 82
- Stranske Makole (Seiten Maxau), 127
- Strug, (Schütz) 63
- Štatenberg (Stattenberg), 194
- Varoš (Warosch), 99

### Nachbargemeinden
| Slovenska Bistrica | Majšperk                                    | Majšperk |
| Poljčane           | Kompassrose, die auf Nachbargemeinden zeigt | Majšperk |
| Rogaška Slatina    | Rogaška Slatina                             | Majšperk |

## Geschichte
1375 wurde das Dorf Makole erstmals erwähnt. Seit dem 1. März 2006 ist die Gemeinde selbständig. Vorher gehörte es zur Gemeinde Slovenska Bistrica.

## Sehenswürdigkeiten

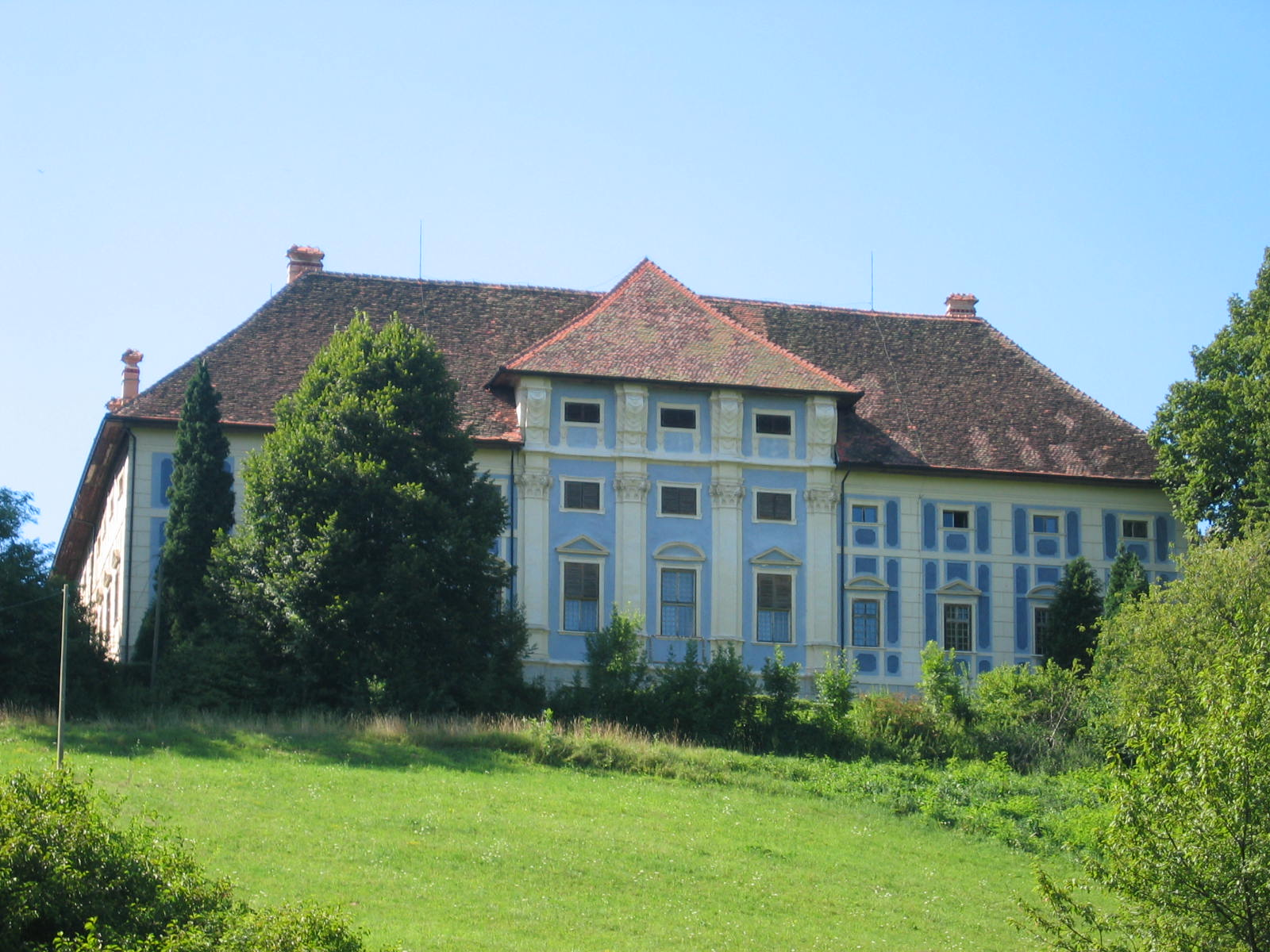
Barockschloss Štatenberg

Sehenswert ist das Schloss Štatenberg. Es steht auf einer Anhöhe über Makole. Graf Ignaz Maria Attems ließ dieses Schloss vor 1697 erbauen.